# Бургас (аеропорт)
Аеропорт Бургас (IATA: BOJ, ICAO: LBBG) (болг. Летище Бургас) — міжнародний аеропорт на південному сході Болгарії, другий за величиною аеропорт країни. Розташований за 10 км на північ від центру міста Бургас, обслуговує це місто та морські курорти болгарського південного узбережжя.
У грудні 2011 розпочалися будівельні роботи по будівництву нового терміналу 2. Новий термінал має ємність 2700000 пасажирів і площу 20000 м². Нова будівля терміналу була спроєктована таким чином, що він може бути легко модернізований для подальшого збільшення потужності, якщо це буде необхідно. Будівництво нового терміналу було завершено в грудні 2013 року.
Є хабом для авіаліній:
- BH Air
- Bulgaria Air
- Bulgarian Air Charter

Наземний транспорт — автобусний маршрут № 15 прямує до автостанції Бургас-Південний

## Авіалінії та напрямки, червень 2019

### Пасажирські
| Авіакомпанія                     | Пункт призначення |
| -------------------------------- | --- |
| Aer Lingus                       | Сезонний: Дублін |
| Aeroflot                         | Москва-Шереметьєво |
| airBaltic                        | Сезонний чартер: Рига |
| Anda Air                         | Сезонний чартер: Київ-Жуляни |
| Arkia                            | Сезонний чартер: Тель-Авів-Бен-Гуріон |
| Azur Air                         | Сезонний чартер: Москва-Внуково, Омськ, Перм, Ростов-на-Дону, Ст Петербург, Тюмень, Єкатеринбург |
| Azur Air Ukraine                 | Сезонний чартер: Київ-Бориспіль |
| Belavia                          | Сезонний чартер: Брест, Гомель, Гродно, Мінськ, Могильов, Вітебськ |
| BH Air                           | Сезонні: Абердин, Белфаст, Біллунн, Бірмінгем, Бристоль, Кардіфф, Копенгаген, Донкастер/Шеффілд,Дарем Долина Тиса, Східний Мідландс, Единбург, Глазго, Гамберсайд, Лідс/Бредфорд, Лондон-Гатвік, Лондон-Станстед, Манчестер, Ньюкасл, Норвіч Сезонний чартер: Берген, Гарстад/Нарвік, Оулу, Стокгольм-Арланда, Тронгейм |
| Bluebird Airways                 | Сезонний чартер: Тель-Авів-Бен-Гуріон |
| Bravo Airways                    | Сезонний чартер: Київ-Жуляни |
| Brussels Airlines                | Сезонний чартер: Брюссель |
| Bulgaria Air                     | Сезонний: Москва-Шереметьєво, Москва-Внуково, Софія, Варна Сезонний чартер: Ольборг (з 1 липня 2019),, Біллунн, Копенгаген, Катовиці, Кошице, Прага, Попрад |
| Bulgarian Air Charter            | Сезонний чартер: Базель-Мюлуз-Фрайбург, Берлін-Шенефельд, Берлін-Тегель, Кельн/Бонн, Дрезден, Дюссельдорф, Ерфурт–Веймар, Франкфурт, Грац, Гамбург, Ганновер, Катовиці, Лейпциг/Галле, Лінц, Мюнхен, Нюрнберг, Познань, Ряшів, Зальцбург, Штутгарт, Тель-Авів-Бен-Гуріон, Відень, Варшава-Шопен, Вроцлав, Єреван        |
| Corendon Airlines                | Сезонний чартер: Амстердам, Маастрихт/Аахен, Брюссель |
| Danish Air Transport             | Сезонний чартер: Біллунн, Копенгаген |
| El Al                            | Сезонний чартер:Тель-Авів-Бен-Гуріон |
| Enter Air                        | Сезонний чартер: Бидгощ, Гданськ, Катовиці, Лодзь, Познань, Ряшів, Варшава-Шопен, Вроцлав |
| Finnair                          | Сезонний: Гельсінкі |
| GetJet Airlines                  | Сезонний чартер: Вільнюс |
| I-Fly                            | Сезонний чартер: Москва-Внуково |
| Israir Airlines                  | Сезонний чартер: Тель-Авів-Бен-Гуріон |
| Jet2.com                         | Сезонний: Белфаст, Бірмінгем, Східний Мідландс, Единбург, Глазго, Лідс-Бредфорд, Лондон-Станстед, Манчестер, Ньюкасл |
| Jet Time                         | Сезонний чартер: Біллунн, Копенгаген |
| Luxair                           | Сезонний: Люксембург |
| Motor Sich Airlines              | Сезонний: Запоріжжя |
| NordStar                         | Сезонний: Москва-Домодєдово |
| Nordwind Airlines                | Сезонний: Казань, Москва-Шереметьєво, Ст Петербург, Самара, Уфа |
| Norwegian Air Shuttle            | Сезонний: Копенгаген, Гельсінкі, Осло-Гардермуен, Стокгольм-Арланда Сезонний чартер: Ставангер |
| Novair                           | Сезонний чартер: Осло-Гардермуен |
| Rossiya Airlines                 | Сезонний чартер: Москва-Внуково |
| Ryanair                          | Братислава, Краків, Варшава-Модлін (завершення 29 серпня 2019) |
| Ryanair Sun                      | Сезонний чартер: Гданськ, Катовиці, Лодзь, Познань, Варшава-Шопен |
| S7 Airlines                      | Москва-Домодєдово |
| Scandinavian Airlines            | Сезонний чартер: Осло-Гардермуен |
| Severstal Air Company            | Сезонний чартер: Череповець |
| SkyUp                            | Сезонний: Київ-Бориспіль |
| SmartLynx Airlines               | Сезонний чартер: Рига |
| Smartlynx Airlines Estonia       | Сезонний чартер: Таллінн |
| SmartWings                       | Сезонний: Братислава, Брно, Кошице, Острава, Пардубице, Попрад, Прага, Сліач |
| Smartwings Poland                | Сезонний чартер: Гданськ, Катовиці, Варшава-Шопен |
| SunExpress Deutschland           | Сезонний: Дюссельдорф, Франкфурт, Гамбург, Лейпциг/Галле, Мюнхен, Штутгарт |
| Thomas Cook Airlines             | Сезонний: Бірмінгем, Бристоль, Кардіфф, Східний Мідландс, Глазго, Лондон-Гатвік, Манчестер, Ньюкасл |
| Thomas Cook Airlines Scandinavia | Сезонний чартер:Гельсінкі, Осло-Гардермуен |
| TUI Airways                      | Сезонний чартер: Белфаст-Міжнародний, Бірмінгем, Бристоль, Кардіфф, Донкастер/Шеффілд, Східний Мідландс, Единбург, Глазго, Лідс-Бредфорд Лондон-Гатвік, Лондон-Станстед, Манчестер, Ньюкасл Сезонний: Дублін |
| TUI fly Belgium                  | Сезонний: Брюссель, Остенде-Брюгге Сезонний чартер: Лілль, Ліон, Нант, Париж-Шарль де Голль |
| TUI fly Netherlands              | Сезонний чартер: Амстердам |
| TUI fly Nordic                   | Сезонний чартер: Гетеборг, Гельсінкі, Стокгольм-Арланда |
| Ukraine International Airlines   | Сезонний чартер: Київ-Бориспіль Сезонний: Херсон |
| Ural Airlines                    | Сезонний: Єкатеринбург Сезонний чартер: Москва-Домодєдово |
| Voyage Air                       | Сезонний: Відень |
| Widerøe                          | Сезонний чартер: Тронгейем |
| Windrose Airlines                | Сезонний: Дніпро, Київ-Бориспіль |
| Wizz Air                         | Лондон-Лутон Сезонний: Будапешт, Катовиці, Варшава-Шопен |
| Yakutia Airlines                 | Сезонний чартер: Москва-Внуково |
| Yamal Airlines                   | Сезонний чартер: Москва-Домодєдово |